# KV5
A KV5, no Vale dos Reis em Egito, é a tumba dos filhos do faraó Ramessés II. E, a recente descoberta da sua grande extensão tem sido referida como a mais surpreendente descoberta no Vale desde a descoberta da tumba de Tutancâmon.

## História
Localizada perto da entrada do Vale, ao longo dos séculos tinha sofrido o destino das outras tumbas desacreditadas, que era apenas uma tumba cheia de escombros lavados nas inúmeras inundações que atingem o Vale e, também, tinha sido furtada na antiguidade.
A tumba foi examinada algumas vezes nas explorações do Vale nos tempos modernos, começando em 1825 por James Burton, e mais tarde em 1902 por Howard Carter (descobridor da tumba de Tutankhamon que usou a KV5 apenas como depósito de lixo). Entretanto, eles não conseguiram penetrar mais do que poucas salas, e não viram nada incomum na tumba.
Foi só durante o Theban Mapping Project (Projeto de Mapeamento Tebano), sob o comando de Kent R. Weeks, no qual foi decidido limpar a tumba (em parte para ver se ela iria ser danificada por construções propostas e em parte para saber se ela poderia ser mapeada) que foi descoberta a verdadeira natureza da tumba. Durante os estágios iniciais do trabalho, de 1987 a 1994, a equipe ainda não tinha conhecimento da verdadeira extensão da tumba.
Somente em 1995, depois de fazer uma grande limpeza no exterior das câmaras da tumba, a equipe ficou atordoada por descobrir longos corredores, ligados a salas (aproximadamente setenta ao todo) penetradas na montanha. Foi uma descoberta que espantou o mundo e reacendeu o interesse popular em egiptologia. Os achados até agora incluem milhares de cerâmicas, Ushabitis, camas de faiança, óstracos, frascos de vidro, embutidos e até mesmo uma grande estátua do deus Osíris, o deus do pós-vida.
Outras escavações revelaram que o túmulo é ainda maior do que se pensava, pois ele contém mais corredores, com mais salas saindo de outras partes da tumba. Pelo menos 150 salas ou câmaras foram descobertos a partir de 2006 (apenas 7% destas foram apuradas) e o trabalho está ainda em atividade no resto da tumba.
Nas proximidades da tumba de Ramessés III, esta tumba continha a maioria dos seus filhos, homens e mulheres, incluindo aqueles que morreram durante a sua vida. Fragmentos do crânio de Amen-herkhepeshef, dentre outros, foram encontrados dentro da KV5 e reconstituídos.